# Complications (série télévisée)
Complications est une série télévisée américaine en dix épisodes de 45 minutes créée par Matt Nix diffusée entre le 18 juin et le 13 août 2015 sur USA Network et en simultané sur Bravo! au Canada.
Cette série est inédite dans tous les pays francophones.

## Synopsis
Après avoir été impliqué dans une fusillade de gang, un médecin urgentiste désabusé de banlieue voit sa vie changer lorsqu'il explore l'importance que peut avoir un docteur dans la recherche des causes de problèmes médicaux de ses patients.

## Distribution

### Acteurs principaux
- Jason O'Mara : Dr John Ellison
- Jessica Szohr : Gretchen, infirmière
- Beth Riesgraf : Samantha, la femme de John
- Lauren Stamile : Dr Bridget O'Neil, un collègue de John

### Acteurs récurrents
- Chris Chalk : Darius[4]
- Tim Peper (en) : Kyle Hawkins, un avocat et ami de Samantha[4]
- Eric Edelstein : Jed, un ami de Gretchen[4]
- RonReaco Lee : Quentin Bell, un autre médecin[4]

## Développement et production
En mars 2014, USA Network a ordonné un pilote de la série, Matt Nix a réalisé l'épisode pilote. La production a commencé en septembre 2014, à Atlanta, Géorgie.
Le 28 août 2015, la série est annulée.

## Épisodes
1. titre français inconnu (Pilot)
2. titre français inconnu (Infection)
3. titre français inconnu (Onset)
4. titre français inconnu (Immune Response)
5. titre français inconnu (Outbreak)
6. titre français inconnu (Diagnosis)
7. titre français inconnu (Fever)
8. titre français inconnu (Relapse)
9. titre français inconnu (Deterioration)
10. titre français inconnu (Critical)